# Krasnivka, Simferopol
Krasnivka (în ucraineană Краснівка) este un sat în comuna Mazanka din raionul Simferopol, Republica Autonomă Crimeea, Ucraina.

## Demografie
Componența lingvistică a localității Krasnivka
     Rusă (60,49%)
     Tătară crimeeană (26,99%)
     Ucraineană (11,87%)
     Alte limbi (0,49%)
Conform recensământului din 2001, majoritatea populației localității Krasnivka era vorbitoare de rusă (60,49%), existând în minoritate și vorbitori de tătară crimeeană (26,99%) și ucraineană (11,87%).